# NGC 7632
NGC 7632 is een lensvormig sterrenstelsel in het sterrenbeeld Kraanvogel. Het hemelobject werd op 5 september 1834 ontdekt door de Britse astronoom John Herschel.

## Synoniemen
- IC 5313
- ESO 291-21
- MCG -7-47-35
- AM 2319-424
- IRAS 23192-4245
- PGC 71213